# Hadena nigra
Hadena nigra là một loài bướm đêm trong họ Noctuidae.